# Owen Casey
Owen Casey (* 22. Oktober 1969 in Dublin) ist ein ehemaliger irischer Tennisspieler.

## Werdegang
Casey konnte sich nie auf einer höheren Profiebene wie etwa der ATP Challenger Tour durchsetzen, auch wenn er 1992 einen Titel im Doppel gewinnen konnte. Auch für Grand-Slam-Turniere hatte er sich nie qualifiziert.
Er nahm an jedoch gleich an drei Olympischen Spielen teil: 1988 in Seoul, 1992 in Barcelona und 1996 in Atlanta. 1988 trat er mit Eoin Collins in der Doppelkonkurrenz an. Sie unterlagen in der Auftaktrunde den Israelis Amos Mansdorf und Gilad Bloom in vier Sätzen. 1992 trat er erneut mit Collins im Doppel an, wo sie die erste Runde gegen die Mexikaner Leonardo Lavalle und Francisco Maciel gewannen. Im Achtelfinale gegen die Schweizer Jakob Hlasek und Marc Rosset blieben sie jedoch in drei Sätzen chancenlos. Im Einzel musste Casey in der ersten Runde eine glatte Niederlage gegen den Schweden Magnus Gustafsson hinnehmen. 1996 in Atlanta betritt Casey seinen letzten Olympiaeinsatz an der Seite von Scott Barron im Doppel. Gegen die Kanadier Grant Connell und Daniel Nestor mussten sich Casey und Barron jedoch klar in zwei Sätzen geschlagen geben.
Casey bestritt zwischen 1988 und 2002 insgesamt 26 Begegnungen für die irische Davis-Cup-Mannschaft. Dabei ist sowohl seine Einzelbilanz mit 21:9 als auch seine Doppelbilanz mit 12:7 positiv. Damit hält Casey gleich mehrere Landesrekorde: Er ist nicht nur der beste Spieler mit den meisten Erfolgen insgesamt, sowie den meisten Erfolgen im Einzel und im Doppel, sondern ist außerdem mit den 26 Begegnungen auch noch Rekordspieler.